# Станция Малоархангельск
Станция Малоархангельск — посёлок в Малоархангельском районе Орловской области России. 
Входит в Подгородненское сельское поселение в рамках организации местного самоуправления и в Подгородненский сельсовет в рамках административно-территориального устройства.

## География
Расположен в 13 км к западу от райцентра, города Малоархангельск, и в 67 км к югу от центра города Орёл.

## Население
| 2002 | 2010 |
| ---- | ---- |
| 708  | ↘695 |

Согласно результатам переписи 2002 года, в национальной структуре населения русские составляли 96 % от жителей.